# Castlefield Eclipse
Castlefield Eclipse (née en 2002, morte en 2019) est une jument irlandaise appartenant à Jocelyne et Arturo Fasana.
Elle est montée par Paul Estermann, cavalier suisse de saut d’obstacles qui remporte avec elle un diplôme olympique aux Jeux olympiques d’été de 2012. Ce cavalier est ensuite condamné pour cruauté envers sa jument, pour l'avoir cravachée jusqu'au sang en 2016. 

## Histoire

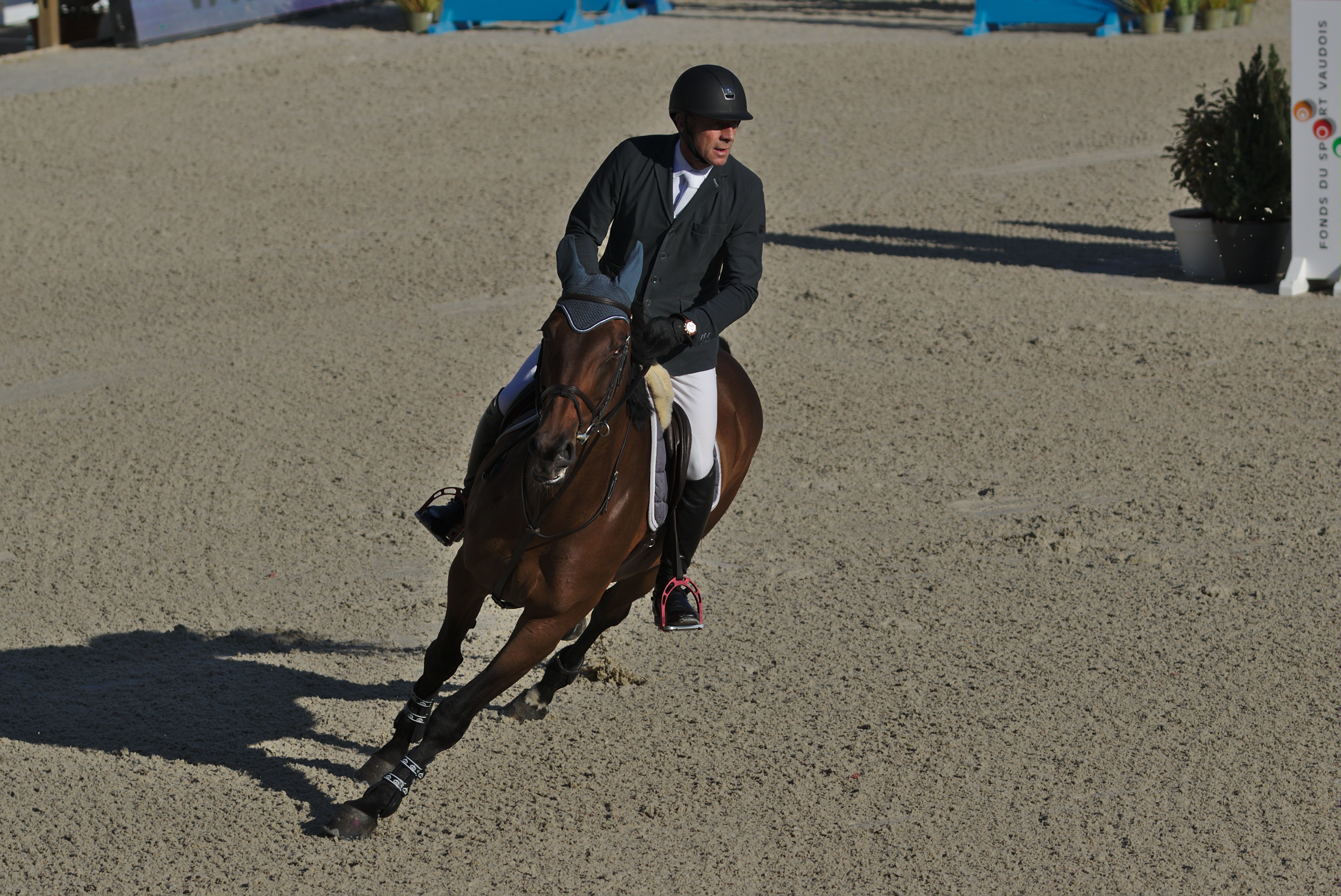
Castlefield Eclipse à Lausanne en 2016.

En 2012, la jument participe aux trois plus importantes compétitions de la Coupe des Nations - Rome, Rotterdam et Aix-la-Chapelle -, lors desquelles elle accomplit six parcours sans faute d'affilée. Castlefield Eclipse est alors sélectionnée pour les Jeux Olympiques d'été à Londres, où elle termine à la quatrième place de l'épreuve du saut d'obstacles. Dans la même année, Paul Estermann et Castlefield Eclipse se classent au troisième rang de la Coupe du Monde à Lyon.
En juin 2013, un ennui de santé empêche la jument de concourir lors de la Coupe des Nations de Rotterdam et d'Aix-la-Chapelle. Mais rapidement remise de ses blessures, elle participe le 8 décembre 2013 au Grand Prix 4 étoiles de Salzbourg et le remporte. En accomplissant un nouveau sans faute dans cette épreuve reine, Paul Estermann signe avec Castlefield Eclipse sa plus belle victoire individuelle.
Depuis sa victoire à Salzbourg début décembre 2013, Castlefield Eclipse a réalisé quatre classements en Coupe du Monde de saut d’obstacles, à Bordeaux, Malines, Leipzig et Zurich,,,.

### Retraite et mort
En avril 2018, son propriétaire Arturo Fasana décide de sa mise à la retraite sportive, la jument âgée de 16 ans étant désormais vouée à la reproduction,. Elle meurt en mars 2019 par euthanasie après une fracture du boulet au pré, alors qu'elle était à la retraite comme poulinière chez Axel Verlooy,. Elle était âgée de 17 ans.

## Palmarès
Elle est 54e du classement mondial des chevaux d'obstacle établi par la WBFSH en octobre 2012, 76e en octobre 2013, puis 25e en octobre 2014, et 71e du classement d'octobre 2015.

## Maltraitance par Paul Estermann
L'ancien groom de Castlefield Eclipse, Zdenek Dusek, accuse au printemps 2017 son cavalier Paul Estermann d'avoir maltraité la jument en 2016 en la cravachant jusqu'au sang, publiant des photos que le média Grand Prix magazine qualifie d'« insoutenables ». Le cavalier a été définitivement reconnu coupable de cruauté envers sa jument par le tribunal cantonal de Lucerne en décembre 2022.